# Sitio de Corinto (1458)
El sitio de Corinto (en griego: Πολιορκία της Κορίνθου) tuvo lugar en el año 1458, cuando el sultán otomano Mehmed II lanzó su primera gran campaña en el Peloponeso con el objetivo de someter al Despotado de Morea, uno de los últimos bastiones bizantinos semiindependientes luego la caída de Constantinopla en 1453. El sitio culminó con la rendición de la fortaleza del Acrocorinto y la ocupación otomana de la región.

## Antecedentes

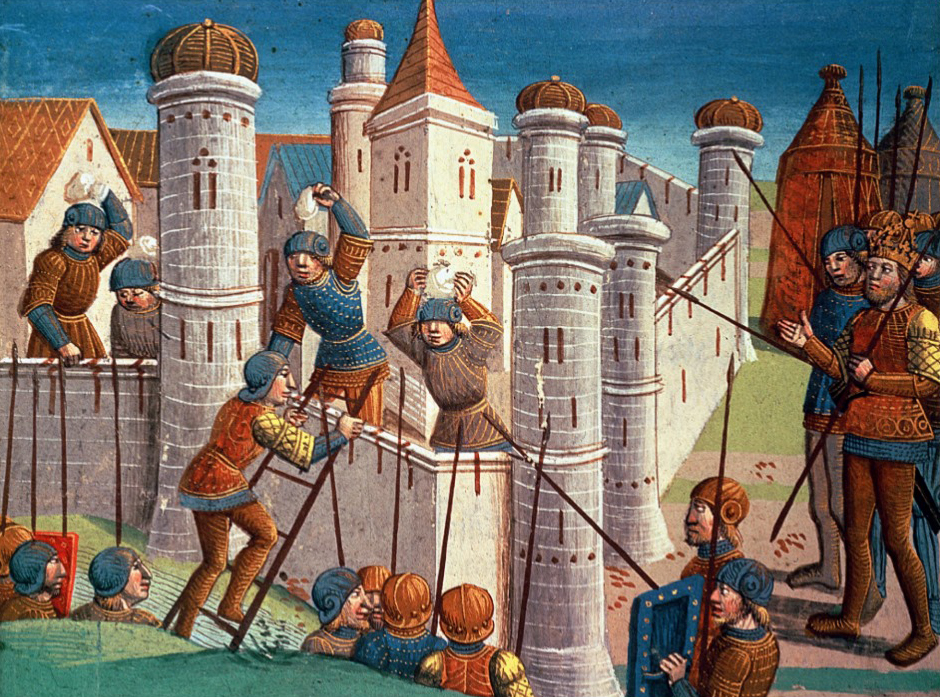
La caída de Constantinopla en 1453. Representación parisina de 1499.

Después de la caída de Constantinopla, el Despotado de Morea era gobernado por los hermanos Tomás y Demetrio Paleólogo, miembros de la dinastía imperial bizantina. Aunque formalmente eran vasallos del sultán otomano, los déspotas incumplían sus obligaciones tributarias y mantenían una débil autoridad frente a rebeliones internas de griegos y albaneses.
En respuesta, el sultán Mehmed II decidió intervenir militarmente para asegurar el control otomano del Peloponeso, una región de importancia estratégica.

## Defensa de Corinto

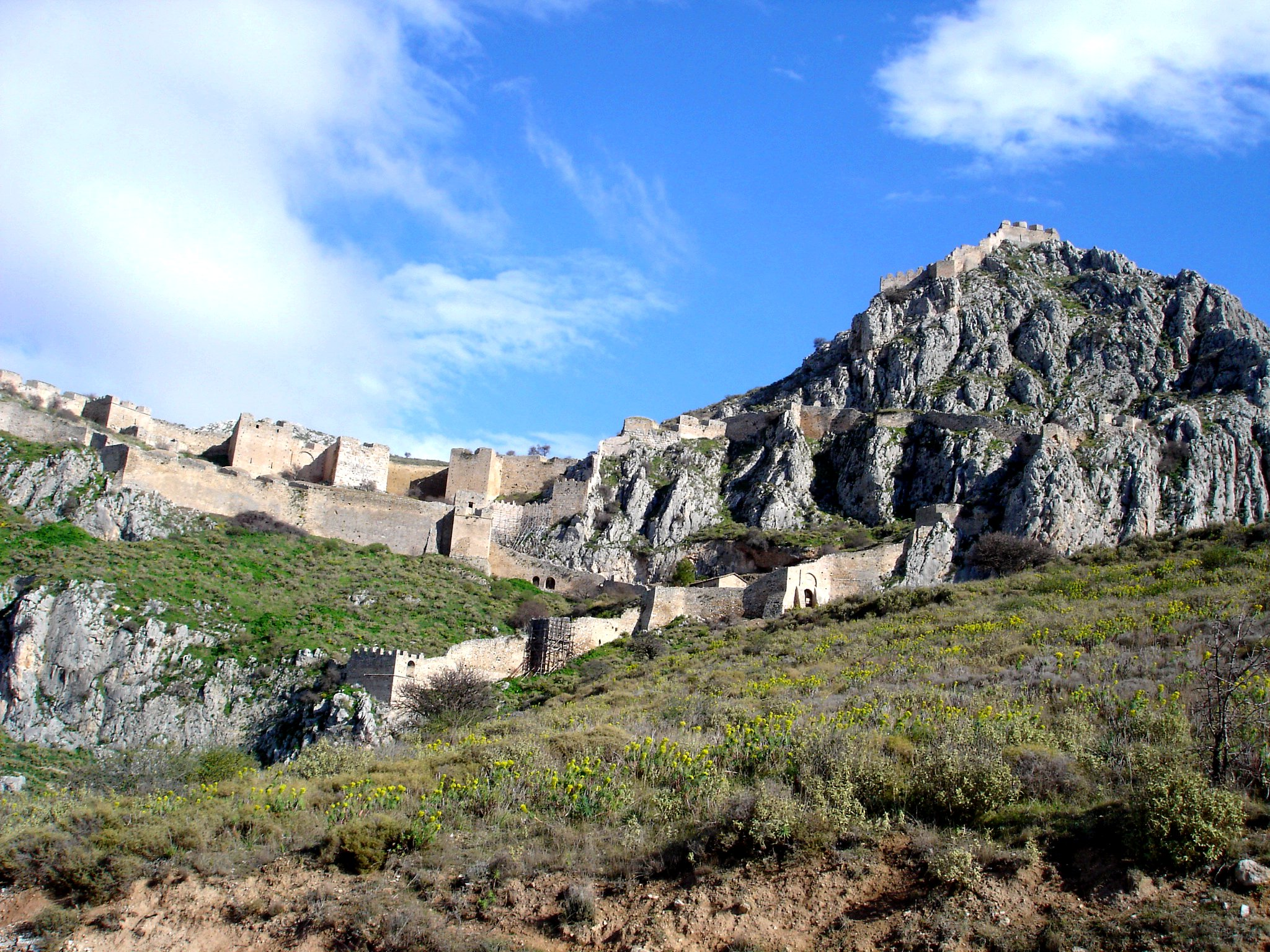
Vista de las murallas del Acrocorinto.

La ciudad de Corinto, situada en el istmo del mismo nombre, controlaba el acceso terrestre al Peloponeso. Estaba protegida por el Hexamilión, una muralla fortificada de seis millas, y por la fortaleza del Acrocorinto, ubicada en una elevación rocosa dominante. Durante la campaña de 1458, la defensa de Corinto estuvo encabezada por Mateo Paleólogo Asen, noble local vinculado a la familia Paleólogo, y Nicéforo Lukanes.

### El sitio
Mehmed II condujo un ejército estimado entre cuarenta o sesenta mil hombres, compuesto por infantería, caballería y artillería de sitio. El asedio al Acrocorinto comenzó el 15 de mayo, durante el cual las tropas otomanas utilizaron artillería pesada para debilitar las defensas. Finalmente, en el transcurso de ese mismo año, la fortaleza capituló ante los otomanos el 6 de agosto de ese mismo año. Muchos de sus habitantes fueron esclavizados o deportados. Después de la conquista, Mehmed II nombró a Turahanoğlu Ömer Bey, como gobernador (sanjak-bey) de la región, con lo que consolidó el control otomano sobre Corinto.

## Consecuencias
La caída de Corinto abrió la puerta a la conquista progresiva del resto del Peloponeso. En los años siguientes, Mehmed II continuó su avance, tomando ciudades clave como Patras, Leontari, y otras fortalezas de importancia estratégica. 
En 1460, el sultán regresó personalmente al Peloponeso y completó la conquista del Despotado de Morea, lo que puso fin al último vestigio territorial de la autoridad bizantina.